# 萨雷扎诺
萨雷扎诺（義大利語：Sarezzano），是意大利亚历山德里亚省的一个市镇。总面积13.79平方公里，人口1200人，人口密度87.0人/平方公里（2009年）。ISTAT代码为006158。